# 東星航空
東星航空（英语：East Star Airlines）是一间由兰世立于2005年创办的民營航空公司，在2005年5月16日经中国民航总局批准筹建，由中国东星集团有限公司下属武汉东星国际旅行社有限公司、湖北东盛房地产有限公司、湖北美景旅游投资有限公司共同投资组建。以武漢市為总部基地，广州市为第2基地，主要經營國內航線，2007年11月6日开通武汉直飞香港、澳门，及与中华航空合作经营经香港转飞台湾的航线，每日一班；并获准开通新加坡、泰国直航航线。2009年3月15日，被民航中南地区管理局暂停航线航班经营许可。2009年8月，东星航空在武汉市政府和中国航空集团公司的胁迫下“被破產”，东星航空成為中国历史上首間破產的航空企業公司。

## 机队规模
| 机型             | 数量 | 登记编号             | 现状                 |
| ---------------- | ---- | -------------------- | -------------------- |
| 空中客车A319-100 | 3    | B-6229 B-6230 B-6163 |                      |
| 空中客车A320-200 | 3    | B-6336 B-6337 B-6350 | 属于中国国际航空公司 |

## 通航城市
- 国内航线：上海、广州、深圳、海口、大连、青岛、南京、西安、重庆、常德、昆明、三亚、厦门、天津、沈阳、郑州、桂林、杭州
- 国际及地區航线：澳门（2007年11月6日开通）、台湾（与中华航空代码共享）、新加坡、泰国（2008年春节前开通）。

## 停飛事件

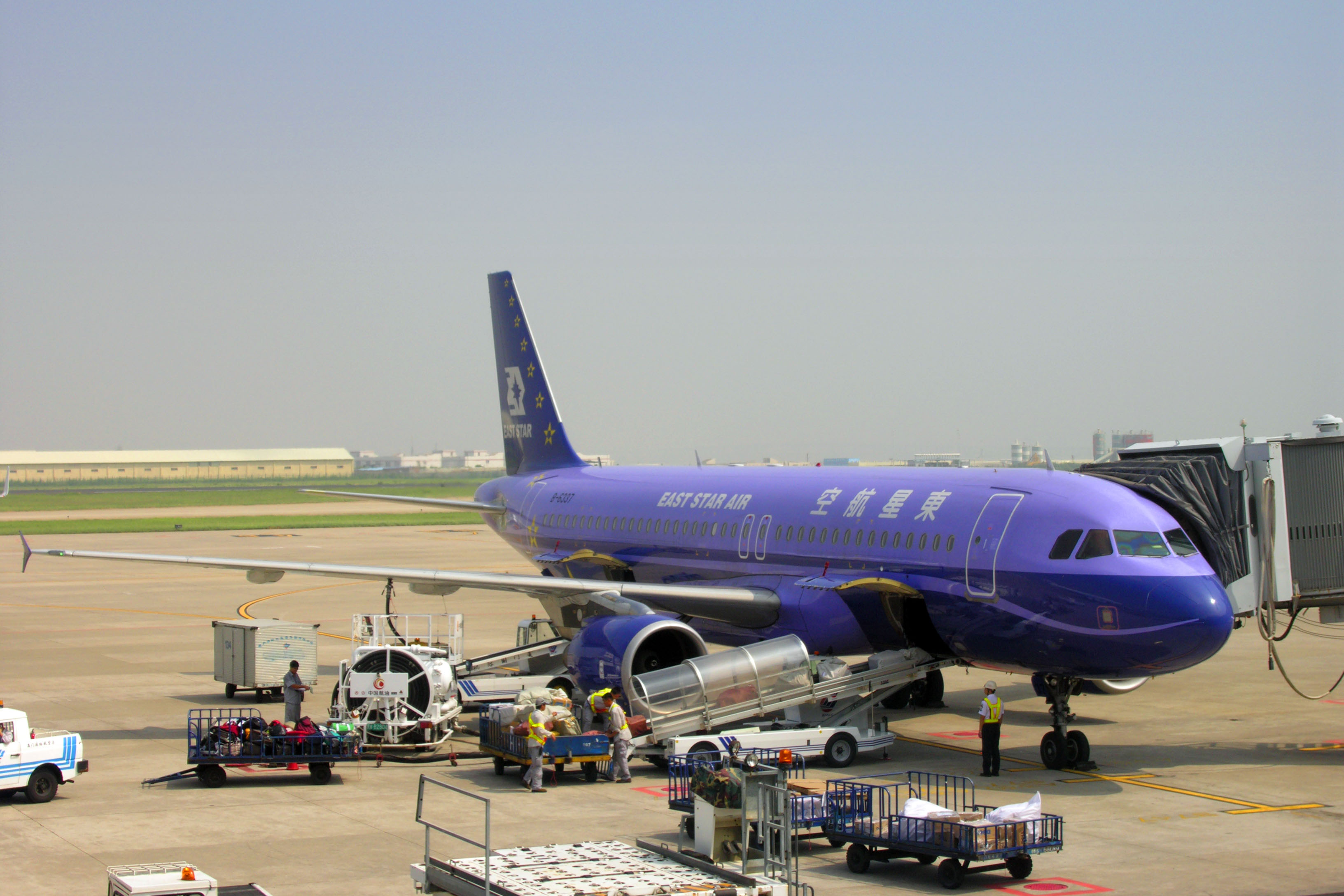
东星航空的B-6337号飞机停泊在厦门高崎国际机场，2008年攝

### 2008年停飞
2008年，中国航空业在遭受油价上涨、雪灾、地震和国际金融危机等多重不利因素的影响而惨遭打击，作为民营企业的东星航空更出现了财务危机，中国民用航空局（CAAC）于2008年5月发出《关于暂停东星航空有限公司武汉-上海-武汉航线经营权的通知》，《通知》称东星航空因长期违规拖欠、挪用应缴国库财政性资金，且财务状况恶化、安全投入严重不足，决定从5月19号停止东星航空此航线的航线经营权。在公司已经补齐了欠款后，民航局再次發文宣布恢復東星航空在這條航線上的運營權。

### 2009年停飞
2009年3月14日武汉市政府以东星航空存在安全隐患和资不抵债为由向民航管理部门提交报告申请暂停东星航空公司的航班运营，并得到民航中南管理局的许可，自2009年3月15日暂停其航班经营许可。但是实际情况是东星航空在各项安全检测中合格率达94.6%，净资产为1.57亿元人民币，总资产为8.03亿元人民币。2011年2月，东星集团将民航中南局告上法庭，在诉讼中，东星集团指出，民航中南管理局下令东星航空停飞的行政行为既无事实依据，亦无法律依据。

## 破产
继两次停飞事件后，2009年3月30日，与东星航空（债务人）有飞机融资租赁业务合作的美国通用电气商业航空服务有限公司（债权人）向武汉市中院提交了一份《破产申请书》。按照中国大陆的《破产法》规定，债权人提出破产申请时，人民法院在收到申请之日起需在五日内通知债务人。如果债务人对申请有异议，需向人民法院提出，人民法院在收到《异议书》十日之内裁定受理与否。但武汉市中院当天即决定受理，这和其他提起重整申请的债权人一再被驳回申请，形成鲜明对比。3月30日当天，东星航空向武汉市中院提交《异议书》，但武汉中院在收到此异议书后，既未驳回，也无回应。东星航空在《异议书》中指出，东星航空支付给通用电气等公司的保证金为2.4亿美元，这个数额已远大于通用电气提请破产申请时提及的不足1亿美元的租金。因此根本不足以启动破产程序。另外，东星航空与通用电气之间的协议约定只适用于苏格兰法律，但通用电气没有向苏格兰的法院提请申请，而是向中国的武汉中院提出破产申请。
在国内，作为东星航空最大的债权人——中国航空油料有限公司，于2009年4月8日向武汉市中院提出对东星航空进行重整的申请，以对抗破产申请带来的灾难性后果。但武汉中院认为债权人申请重整无法律依据，并不认可重整申请。中航油遂将案件上诉至湖北省高级人民法院。2009年8月25日，湖北省高院认定武汉中院受理东星航空破产应重审，然后到了26日，武汉市中院一审裁定东星航空破产，该裁定为终局裁定。随后，东星航空的相关资产被拍卖，航材大多被中国航空集团公司以低价拍得，人员亦被新成立的中国国际航空湖北分公司吸收。曾经要求重整的众多国内债权人仅获得10%的清偿率。

## 参見
- 兰世立
- 武汉副市长袁善腊遭检举事件